# Photedes basitriga
Photedes basitriga là một loài bướm đêm trong họ Noctuidae.